# La Ricamarie
La Ricamarie är en kommun i departementet Loire i regionen Auvergne-Rhône-Alpes i centrala Frankrike. Kommunen ligger i kantonen Le Chambon-Feugerolles som tillhör arrondissementet Saint-Étienne. År 2022 hade La Ricamarie 8 162 invånare.

## Befolkningsutveckling
Antalet invånare i kommunen La Ricamarie
| Referens: INSEE |